# Stor-Lapptjärnen (Resele socken, Ångermanland)
Stor-Lapptjärnen är en sjö i Sollefteå kommun i Ångermanland och ingår i Nätraåns huvudavrinningsområde. Sjön har en area på 0,0726 kvadratkilometer och ligger 394,4 meter över havet.

## Delavrinningsområde
Stor-Lapptjärnen ingår i det delavrinningsområde (703766-157794) som SMHI kallar för Inloppet i Grundvattsjön. Medelhöjden är 383 meter över havet och ytan är 13,9 kvadratkilometer. Det finns inga avrinningsområden uppströms utan avrinningsområdet är högsta punkten. Grundvattån som avvattnar avrinningsområdet har biflödesordning 2, vilket innebär att vattnet flödar genom totalt 2 vattendrag innan det når havet efter 90 kilometer. Avrinningsområdet består mestadels av skog (87 procent). Avrinningsområdet har 0,07 kvadratkilometer vattenytor vilket ger det en sjöprocent på 0,5 procent.